# 大分県道633号川登臼杵線
大分県道633号川登臼杵線（おおいたけんどう633ごう かわのぼりうすきせん）は、大分県臼杵市を通る一般県道である。

## 概要
臼杵市野津町大字落谷から臼杵市大字掻懐（かきだき）に至る。

### 路線データ
- 起点：大分県臼杵市三野津町大字川登[注釈 1][1]（国道10号交点）
- 終点：大分県臼杵市[1]大字掻懐（国道502号交点）

## 歴史
- 1959年（昭和34年）3月31日 - 大分県告示第274号により、県道川登臼杵線として路線認定される（当時の整理番号は114）[3]。
- 1973年（昭和48年）4月2日 - 大分県告示第250号により、川登臼杵線として路線認定[3]。
- 2009年度（平成21年度） - 乙見工区（延長370 m）事業化[2]。
- 2012年（平成24年） - 乙見工区（延長120 m）開通[2]。
- 2024年（令和6年）3月3日 - 乙見工区（延長250 m）が開通し、全線開通[2]。

## 路線状況

### 重複区間
- 大分県道204号津久見野津線（臼杵市野津町大字亀甲 - 臼杵市大字乙見）

## 地理

### 通過する自治体
- 大分県
  - 臼杵市

### 交差する道路
| 交差する道路                           | 交差する場所         | 交差する場所 |
| -------------------------------------- | -------------------- | ------------ |
| 国道10号                               | 野津町大字落谷       | 起点         |
| 大分県道204号津久見野津線 重複区間起点 | 野津町大字亀甲       |              |
| 大分県道204号津久見野津線 重複区間終点 | 大字乙見             |              |
| 国道502号                              | 大字掻懐（かきだき） | 終点         |

### 沿線
- 臼杵市立臼杵南小学校
- 南津留郵便局